# Becourt Military Cemetery
Becourt Military Cemetery is een Britse militaire begraafplaats met gesneuvelden uit de Eerste Wereldoorlog, gelegen in het Franse dorp Bécordel-Bécourt (departement Somme). De begraafplaats werd ontworpen door Herbert Baker en ligt aan de Rue d’Albert in het gehucht Bécourt, op 1600 m ten noorden van het dorpscentrum (Église Saint Vaast). Ze heeft een rechthoekig grondplan met aan de zuidzijde een kleine uitsprong en een oppervlakte van 4.327 m². De begraafplaats wordt omsloten door een natuurstenen muur. In een naar binnen gebogen halfcirkelvormig gedeelte van de muur leiden een zevental treden naar een vierkant toegangsgebouw met twee boogvormige doorgangen. Op dezelfde aslijn van de toegang maar aan de tegenoverliggende zijde staat een gelijkaardig gebouw. Daartussen staat de Stone of Remembrance. Het Cross of Sacrifice staat op een verhoogd terras centraal tegen de westelijke muur.
Er liggen 713 doden begraven waaronder 8 niet geïdentificeerde.
De begraafplaats  wordt onderhouden door de Commonwealth War Graves Commission.

## Geschiedenis
De begraafplaats werd in augustus 1915 door de 51st (Highland) Division aangelegd en door de 18th en andere divisies aan het front gebruikt tot aan de Slag aan de Somme in 1916. Tot april 1917 werd ze vooral door veldhospitalen verder gebruikt. Perk II (in het gedeelte dat aan de zuidzijde uitspringt) werd eind augustus 1918 door de 18th Division aangemaakt.
Onder de geïdentificeerde slachtoffers liggen nu 599 Britten, 72 Australiërs, 31 Canadezen en 3 Zuid-Afrikanen. Een Brit wordt met een Special Memorial herdacht omdat zijn graf niet meer gelokaliseerd kon worden en men neemt aan dat hij zich onder een naamloze grafzerk bevindt.

## Graven

### Onderscheiden militairen
- Jasper Fitzgerald Radcliffe, luitenant-kolonel bij het Devonshire Regiment , John Plunkett Verney Hawksley, luitenant bij de Royal Field Artillery en Norman Martin, luitenant bij de Cameron Highlanders werden onderscheiden met de Distinguished Service Order (DSO).
- Thomas Sowerby Rowlandson, kapitein bij het Yorkshire Regiment, Hugh Russell Wilson, kapitein bij de Durham Light Infantry, J.B.N. Carvick, luitenant bij de Australian Infantry, A.I.F., Walter Creasy, luitenant bij de Canadian Field Artillery, Clarence Espeut Lyon Hall, luitenant bij de South Wales Borderers en John Milloy McCrone, onderluitenant bij de Argyll and Sutherland Highlanders werden onderscheiden met het Military Cross (MC).
- Thomas Green, onderluitenant bij de Royal Garrison Artillery en Alfred William White, korporaal bij de The Queen's (The Queen's (Royal West Surrey Regiment), werden onderscheiden met de Distinguished Conduct Medal (DCM).
- sergeant Sidney Jelley (The Queen's (Royal West Surrey Regiment), de korporaals J.A. McGowan (Cameron Highlanders) en G. Brenchley (The Buffs (East Kent Regiment), kanonnier Erin Danbey Berry (Canadian Field Artillery) en de soldaten W. Hennessy (Northumberland Fusiliers) en John Dempster (Machine Gun Corps (Infantry) werden onderscheiden met de Military Medal (MM).

### Minderjarige militairen
- Bertie Victor Moore, schutter bij het King's Royal Rifle Corps was 16 jaar toen hij op 25 augustus 1916 sneuvelde.
- de soldaten J.W. Phillimore (Essex Regiment), Lyell Pocock (Australian Infantry A.I.F.) en Albert George Povey (Royal Berkshire Regiment) waren 17 jaar toen ze sneuvelden.

### Aliassen
- kanonnier Thomas McGucking diende onder het alias T. McGregor bij de Royal Garrison Artillery .
- kanonnier Austin Carlton Kyle diende onder het alias J. Austin bij de Canadian Field Artillery.
- geleider G.R. Brown diende onder het alias H.V. Payne bij de Australian Field Artillery.
- soldaat Maurice Hinchon diende onder de naam van zijn broer (James) bij de The Buffs (East Kent Regiment).